# Obłazowa
Der Obłazowa ist ein Berg in den polnischen Pogórze Bukowińskie, einem Gebirgszug der Pogórze Spisko-Gubałowskie, mit 670 Metern Höhe über dem Meeresspiegel.

## Lage und Umgebung
Der Obłazowa liegt im Pieninen-Felsengürtel an der Grenze zwischen dem Gebirgszug des Pogórze Bukowińskie und der Talsenke Kotlina Nowotarska. Östlich des Gipfels fließt der Gebirgsfluss Białka und formt den Białka-Durchbruch. Auf der gegenüberliegenden Seite des Flusses erhebt sich der Felsen Kramnica. Das ganze Gebiet befindet sich in einem Naturreservat.

## Tourismus
Der Gipfel ist von allen umliegenden Ortschaften leicht erreichbar. Er liegt außerhalb des Tatra-Nationalparks. Vom Gipfel öffnet sich ein weiter Rundumblick auf die umliegenden Gebirgszüge. Im Felsgestein befinden sich die Obłazowa-Höhle sowie zwei weitere kleinere Grotten. Die Obłazowa-Höhle wurde bereits in der Altsteinzeit vor 40.000 Jahren bewohnt. In ihr wurde der älteste Bumerang aus Mammutknochen gefunden. Noch älteren Datums sind Funde aus dem Pleistozän, Knochen von Höhlenlöwen und Höhlenhyänen. Der Gipfel diente im Frühmittelalter als slawische Kultstätte. 